# Abdallah Dschumʿa
Abdallah Dschumʿa (arabisch عبدالله جمعة, DMG ʿAbdallāh Ǧumʿa, nach englischer Umschrift Jumah oder Jum'ah; * 1941) war von 1995 bis 31. Dezember 2008 Geschäftsführer von Aramco, der größten Erdölfördergesellschaft der Welt.

## Leben
Dschumʿa ist ein Absolvent der Amerikanischen Universität in Beirut und der Harvard-Universität. Er arbeitet seit 1968 für die Aramco und ist Mitglied des Saudi Aramco Board of Directors. Er wurde 1995 vom Minister der saudischen Erdölindustrie, Ali Al-Naimi, zum Geschäftsführer des Konzerns ernannt. Er schreibt für die Fachzeitschrift Worldenergymagazine. Ihm zufolge (Anfang 2008) muss sich die Welt in absehbarer Zeit keine Sorgen über versiegende Ölvorkommen machen, wörtlich:

“We have grossly underestimated mankind’s ability to find new reserves of petroleum, as well as our capacity to raise recovery rates and tap fields once thought inaccessible or impossible to produce.”

„Wir haben die menschliche Fähigkeit, neue Erdölvorkommen aufzufinden, die Förderraten zu erhöhen und unzugängliche und unmöglich aufzuschließend erscheinende Felder anzuzapfen gröblichst unterschätzt“

Dschumʿa ging davon aus, dass von den vorhandenen flüssigen Ölvorkommen weniger als 10 % bereits gefördert wurden.
Sein Nachfolger als CEO von Aramco wurde im Jahr 2009 der saudi-arabische Manager Chalid al-Falih.